# جکی گایدا
جکی گایدا (انگلیسی: Jackie Gayda؛ زادهٔ ۳ نوامبر ۱۹۸۱) کشتی‌گیر کشتی حرفه‌ای، و مربی (کشتی حرفه‌ای) اهل ایالات متحده آمریکا است.